# Чемпионат мира по лыжным видам спорта 1980
Чемпионат мира по лыжным видам спорта 1980 года состоял из одной гонки на 20 км у женщин, не вошедшей в программу Олимпийских игр 1980 в Лейк-Плэсиде, и был проведен в рамках этапа Кубка мира 17 февраля в шведском городе Фалуне.

## Результаты соревнований

### Лыжные гонки, женщины

#### 17 февраля — 20 км
| Место   | Спортсмен             | Время      |
| Золото  | Вероника Хессе (GDR)  | 1:01:58.23 |
| Серебро | Галина Кулакова (URS) | 1:02:26.34 |
| Бронза  | Раиса Сметанина (URS) | 1:02:41.70 |
| 4       | Марлис Росток (GDR)   | 1:03:20.01 |
| 5       | Нина Балдычева (URS)  | 1:03:25.59 |
| 6       | Зинаида Амосова (URS) | 1:03:57.13 |
| 7       | Берит Эунли (NOR)     | 1:04:35.90 |
| 8       | Карола Андинг (GDR)   | 1:05:09.84 |
| 9       | Ширли Фирт (CAN)      | 1:05:38.91 |
| 10      | Анетте Бёэ (NOR)      | 1:06:09.25 |